# 익스프레스카드

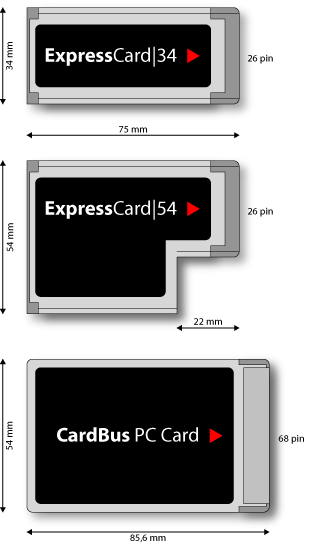
익스프레스카드 비교

익스프레스카드(ExpressCard, 초기 명칭은 NEWCARD)는 PCMCIA 카드로 알려져 있는 PC 카드를 대체하는 하드웨어 표준이다. PC 카드와 마찬가지로 PCMCIA가 개발하였다. 호스트 장치는 익스프레스카드 슬롯을 통해 PCI 익스프레스와 USB 2.0 접속을 둘 다 지원한다. 각 카드는 해당 작업에 가장 적절하도록 설계되었다. 이 카드는 핫 스와핑을 지원한다. 이것은 익스프레스카드 웹사이트에서 얻을 수 있는 ITU-T 정의를 통한 오픈 표준이다. 그러나 비 PCMCIA 멤버를 위한 문서에 접근하려면 $2,500 미국 달러의 비용을 내야 한다.

## 이용
이 슬롯들은 파이어와이어 800 (1394B), SATA 외장 디스크 드라이브, SSD, 무선 랜카드, TV 수신 카드, 사운드 카드, 추가 메모리 및 메모리 리더 등을 지원한다. 아수스는 최근에 이 인터페이스를 사용하여 노트북 컴퓨터에 연결할 수 있는 외장 그래픽 카드를 선보였다.

## 폼 팩터
익스프레스 카드는 두 개의 폼 팩터를 지원한다.
- 익스프레스카드/34 (34 mm 길이)
- 익스프레스카드/54 (54 mm 길이, L자 모양)

표준 카드는 75 mm (카드버스에 비해 10.6 mm 짧다) 길고 5 mm 두껍지만 표준 폼 팩터 밖으로 빠져나온 부분까지 합치면 더 두꺼워질 수 있다. (안테나, 소켓 등) 34 mm 폼 팩터 카드는 34 mm와 54 mm 카드 슬롯에 딱 들어맞는다. 54 mm 카드는 54 mm 슬롯에만 장착할 수 있다.

## 핀 배열
| 핀 | 신호          |
| -- | ------------- |
| 1  | GROUND        |
| 2  | USB 데이터 -  |
| 3  | USB 데이터 +  |
| 4  | CP USB #      |
| 5  | 예비          |
| 6  | 예비          |
| 7  | 예비          |
| 8  | SMBus CLK     |
| 9  | SMBus 데이터  |
| 10 | +1.6V         |
| 11 | WAKE #        |
| 12 | +3.3V AUX     |
| 13 | 전원 스위치 # |
| 14 | +3.3V         |
| 15 | +3.3V         |
| 16 | 클럭 요청 #   |
| 17 | CPPE #        |
| 18 | Ref CLK-      |
| 19 | Ref CLK+      |
| 20 | GROUND        |
| 21 | PERn0         |
| 22 | PERp0         |
| 23 | GROUND        |
| 24 | PETn0         |
| 25 | PETp0         |
| 26 | GROUND        |

- 1~5 핀은 USB2.0 단자이고, 10~26 핀은 PCI 익스프레스 단자이다.

## 같이 보기
- 장치 대역폭 목록